# ソードマスター
『ソードマスター』は、1993年11月19日にライトスタッフから発売されたPCエンジンSUPER CD-ROM2用のシミュレーションRPGである。

## 概要
村や城などでの情報収集や仲間の加入・アイテムの入手、ダンジョンでの謎解きをするRPGパート。戦闘を行うシミュレーションパートに分かれている。
基本的にシミュレーションRPGとしてオーソドックスなシステムだが、ユニットのロスト（死亡）を採用しているのが特徴。そのため仲間になるキャラクターは主人公含め26人（一周で仲間に出来るのは24人）と多く登場するが、極一部のマップを除き全員出撃させることも可能。

## 登場人物

### パーティーメンバー
アクス
声 - 岸野幸正
職業 - 傭兵（ソルジャー → ルーンファイター）
本作の主人公。謎の多き傭兵。アルセアとの出会いからバルガスを倒す旅に出ることになる。
ベルゼス
声 - 宇津木良
職業 - 騎士（ナイト → スクアイア）
サータニアに仕える騎士。
ガネーシャ
声 - 長嶝高士
職業 - 戦士（ファイター → ウォリアー）
サータニアに仕える戦士。
セスカ
声 - 根谷美智子
職業 - 僧侶（プリースト → ハイプリースト）
サータニアに仕える女僧侶。
アヴァ・ファデラ
声 - 吉川虎範
職業 - 戦士（ファイター → ウォリアー）
クオーグに住むエルフの戦士。
ミュート
声 - 松下美由紀
職業 - 魔術師（マジシャン → マジシャンロード）
クオーグに住むエルフの女魔術師。
アイオロス
声 - 渡利毅
職業 - 弓兵（アーチャー → ボウマスター）
サータニアに仕える弓兵。
サルバス
声 - 吉川虎範
職業 - 弓兵（アーチャー → ボウマスター）
サータニアに仕える弓兵。
バードック
声 - 高木渉
職業 - 忍者（ニンジャ → ニンジャマスター）
忍者。
シャロヌ
声 - 松下美由紀
職業 - 傭兵（ソルジャー → ルーンファイター）
グレースの町で雇える傭兵。
ラダム
声 - 宇津木良
職業 - 傭兵（ソルジャー → ルーンファイター）
グレースの町で雇える傭兵。
アドラン
声 - 岡和男
職業 - 傭兵（ソルジャー → ルーンファイター）
グレースの町で雇える傭兵。
アキュルス
声 - 渡利毅
職業 - 龍騎士（ドラゴンナイト → ドラゴンマスター）
ウェイグ洞窟に住む竜族の龍騎士。
イリーカ
声 - 小池克枝
職業 - 龍騎士（ドラゴンナイト → ドラゴンマスター）
ウェイグ洞窟に住む竜族の女龍騎士。アキュルスの妹。
ミリア
声 - 南央美
職業 - 戦士（ファイター → ウォリアー）
アグニアンの王女。
アレイサ
声 - 山野井仁
職業 - 騎士（ナイト → スクアイア）
アグニアンに仕える騎士。
ファミルトン
声 - 小池克枝
職業 - 弓兵（アーチャー → ボウマスター）
アグニアンに仕える女弓兵。
ファーン・イグラッド
声 - 石森達幸
職業 - 僧侶（プリースト → ハイプリースト）
アグニアンに仕える僧侶。
ザブラ・ムバ
声 - 石森達幸
職業 - 悪霊使い（ダークプリースト → デスマスター）
ダムドの洞窟に住む悪霊使い。
アイアンゴーレム
職業 - ゴーレム
ザブラ・ムバによって復活したゴーレム。
ヴァルトン
声 - 長嶝高士
職業 - 戦士（ファイター → ウォリアー）
アグニアンに仕える戦士。
ガストン
声 - 檜山修之
職業 - 騎士（ナイト → スクアイア）
アグニアンに仕える騎士。
レリクス
声 - 山野井仁
職業 - 弓兵（アーチャー → ボウマスター）
アグニアンに仕える弓兵。
ドルストール
声 - 高木渉
職業 - 戦士（ファイター）
ゴルストールの村のドワーフ。
マンデス
声 - 檜山修之
職業 - 聖戦士（パラディーン）
女神アクリエスに仕える聖戦士。
ヴェルネ
声 - 松下美由紀
職業 - 聖戦士（パラディーン）
女神アクリエスに仕える女聖戦士。

### サータニア
アルセア
声 - 荒木香恵
本作のヒロイン。サータニア城近くの森にあるシストアの村で暮らしていたが、村が魔族に襲われ危機をサートス城に知らせる途中アクスと出会う。
ダルク8世
声 - 吉川虎範
サータニアの王。
セリウス
声 - 渡利毅
サータニアの王子。
タホ
プレミアの長老。
クム
声 - 南央美
シストアの村に暮らす子供。
リィス・ティス
声 - 岡和男
シストアの村の長老。
ビストルス
声 - 石森達幸
ウェイグ洞窟に住んでいる老竜。
ル・シドル
声 - 吉川虎範
サータニアの港の船主。

### アグニアン
サートス
声 - 長嶝高士
アグニアンの王。
ラ・ミドラ
サーレス湖の港の船主。
アクリエス
声 - 根谷美智子
女神。

### 魔族
ルシフェル
声 - 長嶝高士、高木渉（化身・男）、有馬瑞香（化身・女）
魔界の四大実力者の一人。
バルガス
声 - 徳丸完
魔族を率いて世界に混沌をもたらす。
ディールド
声 - 檜山修之
四天王の一人。
ファラディ
声 - 岡和男
四天王の一人。
カーリン・ローズ
声 - 有馬瑞香
四天王の一人。
ガズス
声 - 高木渉
四天王の一人。

## スタッフ
- 企画・ゲームデザイン・総監督 - TAKION
- キャラクターデザイン - 村上隆
- モンスターエディット - 西塚耕一
- フィールドマップエディット - YAMADA!、星野宇喜子
- ビジュアルエディット - 村上隆、富田記史、西塚耕一、YAMADA!
- キャラクターエディット - 富田記史
- 戦闘マップエディット・クォーターマップエディット - YAMADA!
- 戦闘効果エディット - 富田記史、西塚耕一
- 脚本 - 澤下禎、TAKION
- フィールドプログラム - TAKION
- 戦闘プログラム - 春名弘
- 音源プログラム - 小倉唯克
- ビジュアルプログラム - TAKION
- 戦闘データ作成 - 鈴木丈司
- 音楽・音効 - 澤下禎
- レコーディングスタジオ - ゼロスタジオ
- 音響プロデューサー - 網代紀子
- 音響ディレクター - 霧野耕平
- 音声録音 - 桑原徹
- 音響制作 - アーツビジョン
- 音声録音スタジオ - 東京録音
- ゲームチェッカー - 金丸宏之
- マニュアル制作 - E・JUN、高見由紀
- プロモーション - 島哲郎、横山秀昭、高見由紀、笠井晶子

## 主題歌
主題歌「DESIRE FOR WINDS」
作詞 - 帝之瀞掬 / 作曲 - 澤下禎 / 歌 - MIO
エンディングテーマ「あなたから私へ」
作詞 - 帝之瀞掬 / 作曲 - 澤下禎 / 歌 - MIO